# メラタデサンデー
『メラタデサンデー』は、FMヨコハマで2012年4月1日から2021年3月28日まで放送されていたラジオ番組。本項では、2021年4月5日から放送されている『メラタデマンデー』についても扱う。

## 番組概要

### メラタデサンデー
2012年3月まで放送されていた『YOKOHAMA TOP30』の主体であるヒットチャートをリクエスト形式に置き換え、同年4月1日に放送開始。ラジオDJのケント・フリックがメインパーソナリティを務める。
「日曜の朝に元気と笑いを届けます!」がコンセプト。生放送で、各種コーナーを挟みながらリスナーからのリクエスト楽曲を放送していた。リクエストはメール・FAXの他、生放送直前の朝9時から30分間に限り電話でも受け付けていた。
2021年春の番組改編に伴い、2月21日の放送内で番組の終了が告知され、3月28日の放送をもって終了した。

### メラタデマンデー
2021年4月5日から、パーソナリティは変わらず『メラタデマンデー』と題し、月曜日の朝5時から30分間の放送となった。「月曜の朝に“笑顔”と“元気”を」がコンセプトの音楽バラエティ番組としてリニューアルした。
放送時間の変更に伴い、本番組は事前収録に切り替えている。
当番組のすぐ後に放送されていた「Come On! カモン! モーニング!」（担当は嘉門タツオ）の放送休止に伴い、2023年1月23日から3月27日まで月曜日の朝5時30分から30分間の放送となっていた。4月3日より朝5時15分から30分間の放送となっている。

## 出演者
パーソナリティ
- ケント・フリック
- たかおちゃん（フリートークのみ出演）

ピンチヒッター
- ZiNEZ（2020年4月19日[8] - 2020年8月9日、ケントが髄膜炎による休養時に出演）

## 放送時間
メラタデサンデー
日曜 10:00 - 10:50 / 11:00 - 11:48（2012年4月1日 - 2021年3月28日）
- 10:50 - 11:00にて一社提供のミニ番組が設定されていた。

メラタデマンデー
月曜 5:00 - 5:30（2021年4月5日 - 2023年1月16日）
月曜 5:30 - 6:00（2023年1月23日 - 2023年3月27日）
月曜 5:15 - 5:45（2023年4月3日 - ）

## 主なコーナー
ここでは、メラタデサンデーで放送されていたコーナーも併せて記述する。
早口言葉
毎週いろいろな早口言葉にケント・フリックが挑戦する。
お誕生日おめでとう
著名人の誕生日を紹介し、当人に関連する楽曲を流す。
ミュージックエンターテインメント
FMヨコハマ関連のコンサート、イベント情報を紹介する。
フリートーク
番組スタッフであるたかおちゃんを交えて、リスナーから届いたメールを読みつつフリートークをする。
Happy Telephone！
10時台に電話にてエントリーを受け付け、11時台にエントリーから選ばれた2人が対抗で音楽クイズにチャレンジする。解答時は早口言葉を言うことが決まりで、それが早押しボタンの代わりになっている。リスナーに電話がつながった時には桂三枝（現・六代目桂文枝）ばりに「いらっしゃ〜い」というのが通例。
なぞなぞ電話！ひらめきました！
なぞなぞ問題が出題され、解答を電話にて受け付ける。しかし答えが解らないまま電話をする者が多発し、番組から呼びかけを行うも改善がみられなかったため2018年10月28日をもって終了となった。
など

## 関連番組
ケントとたかおのSUNDAY CAFE
放送直後の時間帯である12:00 - 12:30の番組枠が空き（前番組「積水ハウス ソラノヲト」終了による）、2012年7月1日 - 2012年9月30日の3ヶ月間限定でフリートークを放送。